# Alicia Terzian
Alicia Terzian (Córdoba, 1 de julio de 1934) es una compositora de música contemporánea, musicóloga y directora de orquesta argentina de origen armenio. En 1968 creó en Buenos Aires el Festival Encuentros Internacionales de Música Contemporánea. Es investigadora sobre música argentina del siglo XX y música contemporánea en Latinoamérica. En 2017 fue considerada por la Universidad de Costa Rica una de las compositoras más importantes en la actualidad.

## Biografía
Alicia Terzian nació en la ciudad argentina de Córdoba. Estudió en el Conservatorio Nacional de Música (Argentina) de Buenos Aires en el cual tuvo como a algunos de sus maestros a Alberto Ginastera, Gilardo Gilardi, Roberto García Morillo y Floro Ugarte. Tenía 18 años cuando Ginastera le pidió un ejercicio de politonalismo y logró sorprenderlo cuando Terzian acabó componiendo la Toccata Op. 4.
Recibió una licenciatura en la ejecución de piano en 1954 y la licenciatura en composición en 1958. Completó su formación con estudios privados de dirección orquestal con el Maestro Mariano Drago. En la década de los años 1960 descubrió el valor de la música medieval de la iglesia armenia con el padre Leoncio Dayan en el Monasterio Mejitarista de San Lazzaro degli Armeni, Venecia. Unos años más tarde comenzó a interesarse por la música electrónica.

Al comienzo de mi carrera descubrí a Leoncio Dayan, monje armenio, doctor en musicología. Tengo sus cartas con una letra que parece una hilera de hormiguitas… él investigaba el microtono en el canto religioso armenio. Fui a verlo. Me alojé en un hotel en Venecia y todos los días tomaba el vaporetto a la isla San Lázaro, donde él estaba. Me mostró los antiguos ejemplares de la Iglesia católica armenia, investigué la música religiosa armenia de los siglos IV al XII. Descubrí la relación entre la música religiosa microtonal y el canto folclórico de los armenios. La gente que trabajaba el campo, ¿dónde cantaba? en la iglesia. Era lógico que se fusionara el microtono religioso en la música del pueblo”.
Alicia Terzian

Después de completar sus estudios, Alicia Terzian enseñó historia de la música, historia de la ópera, orquestación, armonía, contrapunto y otras materias superiores en el Conservatorio Nacional de Música (Argentina), en el Conservatorio Municipal de Buenos Aires, en la Universidad Nacional de La Plata y en el Instituto Superior de Arte del Teatro Colón. 
En 1968 fundó el festival Encuentros Internacionales de Música Contemporánea (EIMC) y luego la Fundación que lleva su nombre, así como el Grupo Encuentros en 1978. El Festival Encuentros organizó 750 conciertos desde su creación, invitando a artistas argentinos y extranjeros, y también una gran cantidad de seminarios de interpretación y análisis, de composición y de dirección coral, clases magistrales, conferencias y debates. 
El Grupo Encuentros fue un conjunto de geometría variable, que interpretaba esencialmente obras de compositores argentinos y latinoamericanos de vanguardia, algunas de ellas escritas especialmente para el grupo. Realizaron 33 giras internacionales, ofreciendo 320 conciertos y actuando en los más importantes Festivales: la ex URSS (Georgia, Armenia), Extremo Oriente (Seúl, Hong Kong, Taiwán, Pekín, Shanghái, Ganzhou), África, América (Estados Unidos, Canadá, México, Colombia, Venezuela, Brasil, Ecuador, Chile, Uruguay, Paraguay, Argentina) y varias giras por toda Europa. Integraron el grupo, entre otros: Marta Blanco y Lucía Maranca (canto), Sergio Polizzi (violín), Claudio Espector y Jorge Ugartamendía (piano), Fabio Mazzitelli y Gabriel Sorin (flauta), Leo Viola, Carlos Nozzi y Néstor Tedesco (violoncello), Oscar Baquedano, Matías Tchicourel y Eduardo Ihidoype (clarinete). Muchos intérpretes argentinos colaboraron con el grupo Encuentros en diversas ocasiones.
Entre finales de 1960 e inicios de 1990, Alicia Terzian se dedicó a la difusión y experimentación con la música aleatoria teniendo programas especiales dirigidos por ella en la entonces Radio Municipal de la ciudad de Buenos Aires. Entre 1985 y 2005 fue Presidenta del Consejo Argentino de la Música de la UNESCO. En 1990 fue elegida por unanimidad por sus colegas de todo el mundo como Vicepresidenta del Consejo Internacional de la Música de la Unesco (International Music Council) y como Secretaria y luego Presidenta del Consejo de la Música de las Tres Américas (COMTA-CIM-UNESCO, París), cargo éste que ejerció hasta el año 2004. 
Fue Vicepresidenta del Consejo Internacional de Mujeres de la UNESCO, Prosecretaria de la Unión de Compositores de la Argentina, Secretaria General Permanente de la Asociación Argentina de Musicología, fundadora de la filial argentina de la Federación Internacional de Juventudes Musicales, fundadora del Consejo Latinoamericano de la Música, secretaria del Sector América Latina y el Caribe del Consejo Internacional de la Música de la UNESCO, así como integrante de jurados nacionales y municipales de concursos de composición y de musicología en Argentina, y vicepresidenta de la Asociación Argentina de Compositores.
Fue miembro del jurado del Concurso Internacional de Piano siglo XX en Orleans en 2002 y en 2008, y en 2006 presidió dicho jurado.
En 2017 fue invitada por la Universidad de Costa Rica, para realizar el discurso de apertura del Simposio del Día Internacional de la Mujer considerándola "una de las compositoras contemporáneas más importantes".
Dio conferencias por todo el mundo sobre temas como la mujer en la historia de la música, la música religiosa y folklórica armenia, la música contemporánea en Latinoamérica y la música del siglo XX en Argentina y en el mundo.

## Honores y premios
- Primer Premio, Municipalidad de la Ciudad de Buenos Aires, 1964
- Premio Francisco Solano, 1968
- Premio Músicos argentino Outstanding Young, 1970
- Premio Fondo Nacional de las Artes, 1970
- Primer Premio Nacional de Música, 1982
- Premio Internacional Gomidas, 1983
- Premio Palmas Académicas, gobierno de Francia
- Premio San Sahak y San Mesrop Medallas del Papa Vazken Ier de la Iglesia Armenia, 1992
- Medalla Alberto de Castilla, Colombia, 1994
- Medalla Mozart de la Unesco, Concejo Internacional de la Música, 1995
- Declarada Personalidad Destacada de la Cultura de la Ciudad Autónoma de Buenos Aires, 2013[10]
- Premio Coatlicue, Comuarte, México, 2021[11]

## Composiciones
- Danza criolla, op.1, piano, 1954
- Libro de Canciones de Lorca, canto y piano

1. Tres retratos, 1954
2. Canciones para niños, 1956
- Toccata op.4, piano, 1954
- Tres piezas op.5, cuarteto de cuerdas, 1955

1. Canción del atardecer
2. Pastoral con variaciones
3. Danza rústica
- Canción y Danza, guitarra, 1954
- Concierto para violín y orquesta, 1954-55
- Movimiento Sinfónico, orquesta, 1956
- Tristeza, poesías de Lord Byron, canto y piano, 1956
- Primera Sinfonía, orquesta, 1957
- Oración de Jimena, soprano y orquesta, 1957
- Escena lírica, soprano, tenor, bajo y orquesta, 1957
- Recitativo Dramático del "Mensajero", contrabajo y orquesta, 1957
- Tres Madrigales, coro femenino y solistas, 1958
- Cantata de la tarde, 1958
- Introducción y cántico de primavera, coro y orquesta, 1958
- Movimientos contrastantes, orquesta, 1964
- Hacia la luz, ballet, 1965
- Juegos para Diana, piano, 1965
- Padre Nuestro y Ave María, coro mixto, 1966
- Movimientos, ballet, 1968
- Correspondencias, música incidental, 1969
- Ab ovo, mezzosoprano, orquesta de cuerdas y percusión, 1969
- Atmósferas, orquesta, 1969
- Atmósferas, 2 pianos, 1969
- Proâgon, violín y orquesta de cuerdas, 1969-1970
- Carmen Criaturalis, trompa, vibráfono, platillos y orquesta, 1971
- Shantiniketan, recitante, flauta y danza, 1979
- Cuaderno de imágenes, órgano, 1975
- Voces, mezzosoprano, tape y conjunto de cámara, 1978
- Akhtamar, ballet, 1979
- El Dr. Brecht en el Teatro Colón, teatro musical, 1981
- Bertoldt Brecht en el Salón Dorado, teatro musical, 1982-1983
- Juana Reina de Castilla y Aragón, ballet, 1983
- Canto a mí misma, orquesta de cuerdas, tam tam, transpositor y delay digital, 1986
- Buenos Aires me vas a matar, voz, tape y piano, 1990
- Yagua ya yuca, un percusionista, 1992
- Off the edge, barítono o mezzosoprano solista, orquesta de cuerdas y tam-tam, 1992-1993
- Oda a Vahan, piano y tape, 1996
- Les yeux fertiles, mezzosoprano, conjunto de cámara y platillos, 1997
- Tango blues, piano, 1998
- Ofrenda a Bach, órgano, 2000
- Canto a San Vahan, mezzosoprano, conjunto de cámara y campanas, 2004